# Charlotte Frank
Charlotte Frank (* 25. Juli 1959 in Kiel) ist eine deutsche Architektin und Büropartner bei Axel Schultes Architekten in Berlin.
Sie studierte von 1979 bis 1984 in Berlin Architektur. 1982 war sie beim Wettbewerb für einen Neubau des Gebäudes der Erziehungswissenschaftlichen Fakultät der Hochschule der Künste Berlin in der Lietzenburger Straße (heute Universität der Künste) Mitglied im Team der Architektin Ingeborg Kuhler. Der Entwurf von Kuhler, Frank u. a. wurde mit dem 2. Preis ausgezeichnet. Seit 1987 arbeitete sie mit Axel Schultes bei BJSS-Architekten (Dietrich Bangert, Bernd Jansen, Stefan Scholz, Axel Schultes) zusammen und ist seit 1992 Partnerin von Axel Schultes und Christoph Witt.
Zu ihren architektonischen Werken (teilweise in Zusammenarbeit mit Axel Schultes) zählen das Bundeskanzleramt in Berlin, das Kunstmuseum Bonn, das Krematorium Berlin-Baumschulenweg und der U-Bahnhof Bundestag (Berlin).

## Preise
- 2003 Deutscher Architekturpreis (Bundeskanzleramt)

## Veröffentlichungen
- Axel Schultes – Projekte 1985–1991, Ernst & Sohn 1991, ISBN 3-43302328-X
- Kanzleramt Berlin, zusammen mit Axel Schultes, Edition Axel Menges 2002, ISBN 3-93069889-7

## Galerie

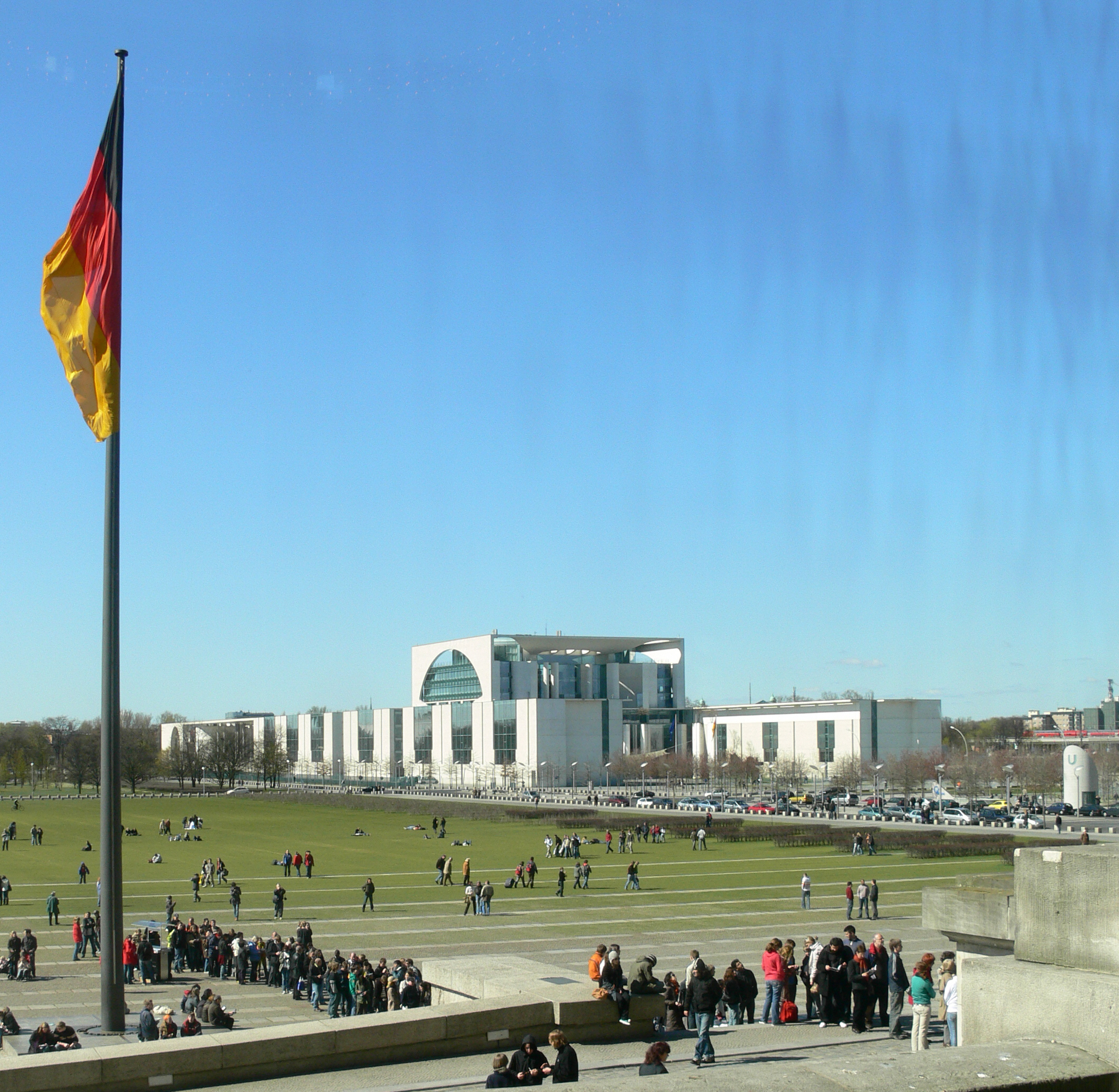
Bundeskanzleramt
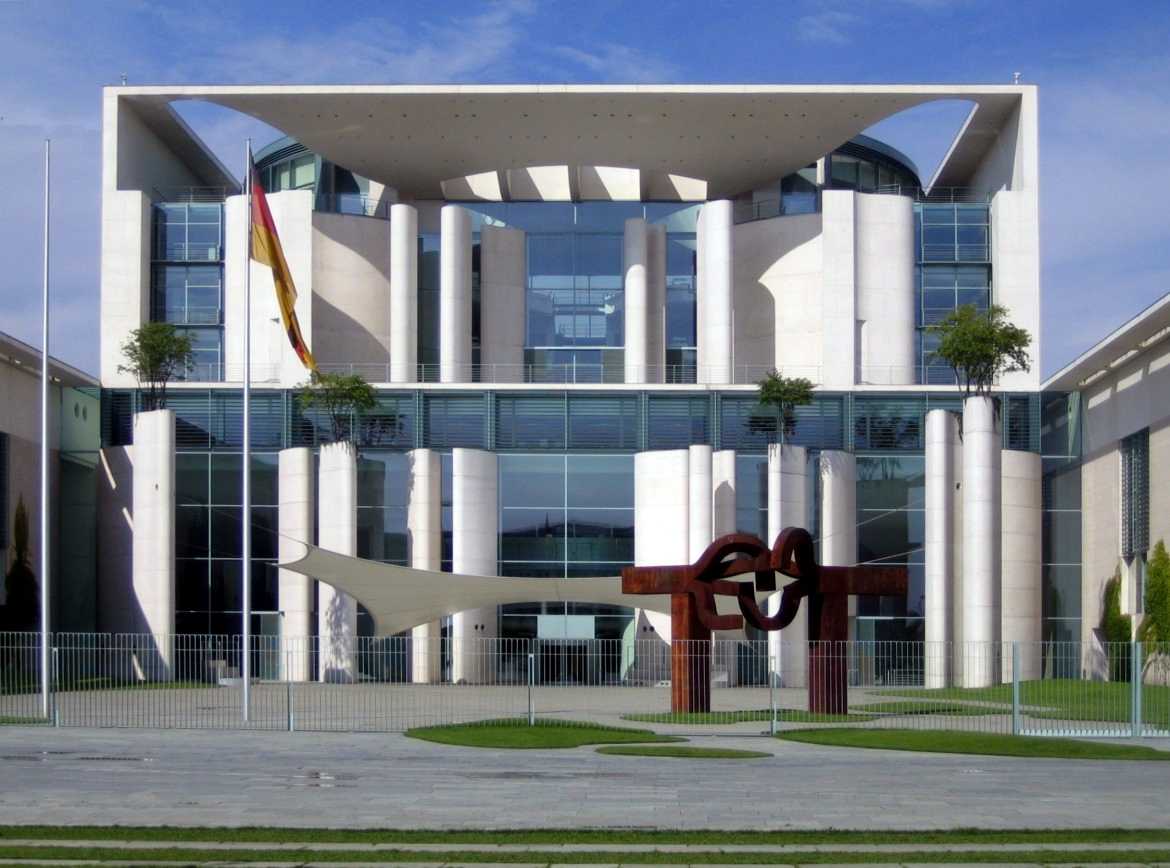
Bundeskanzleramt, Haupteingang
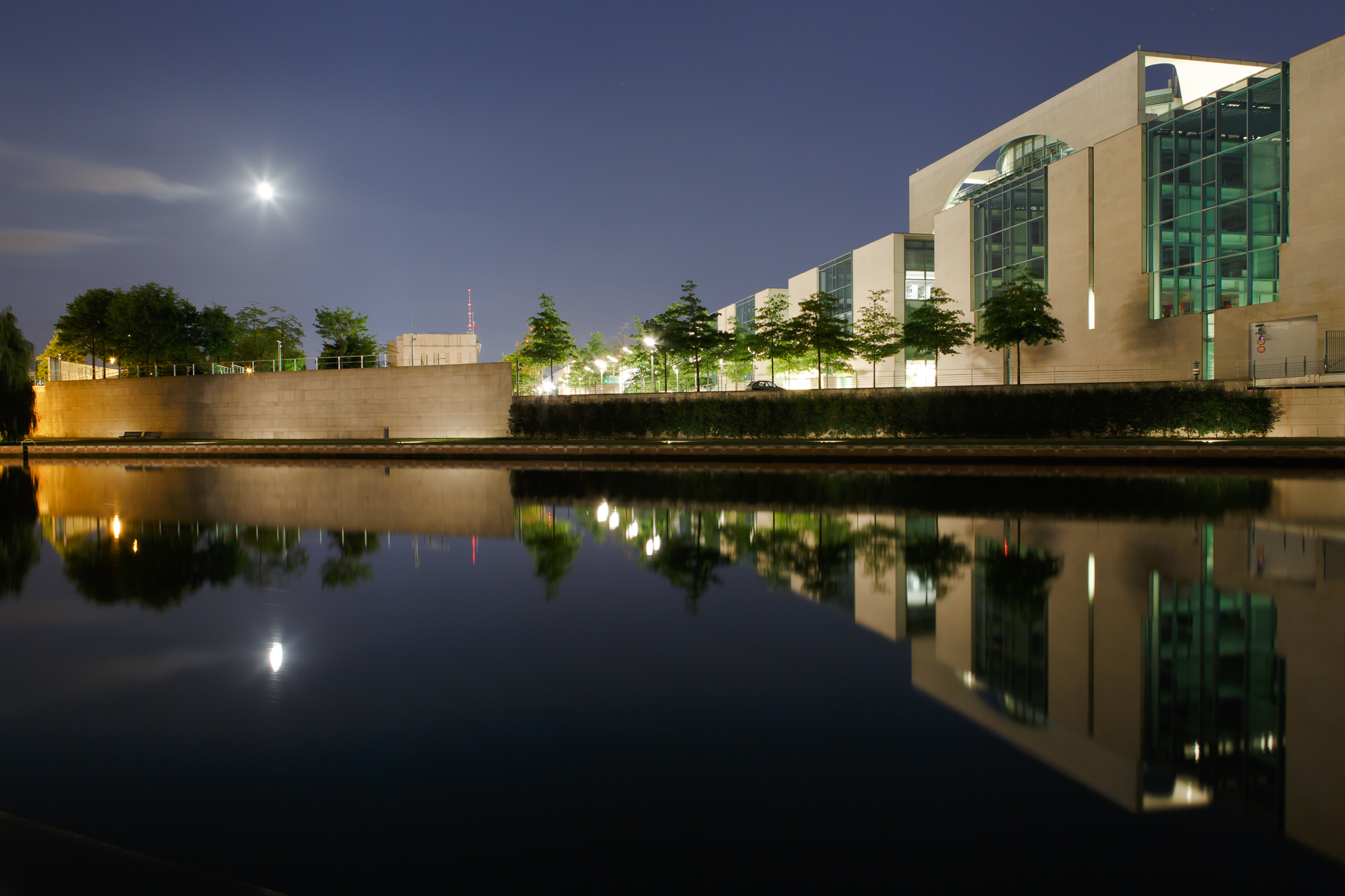
Nächtliche Ansicht des Bundeskanzleramts
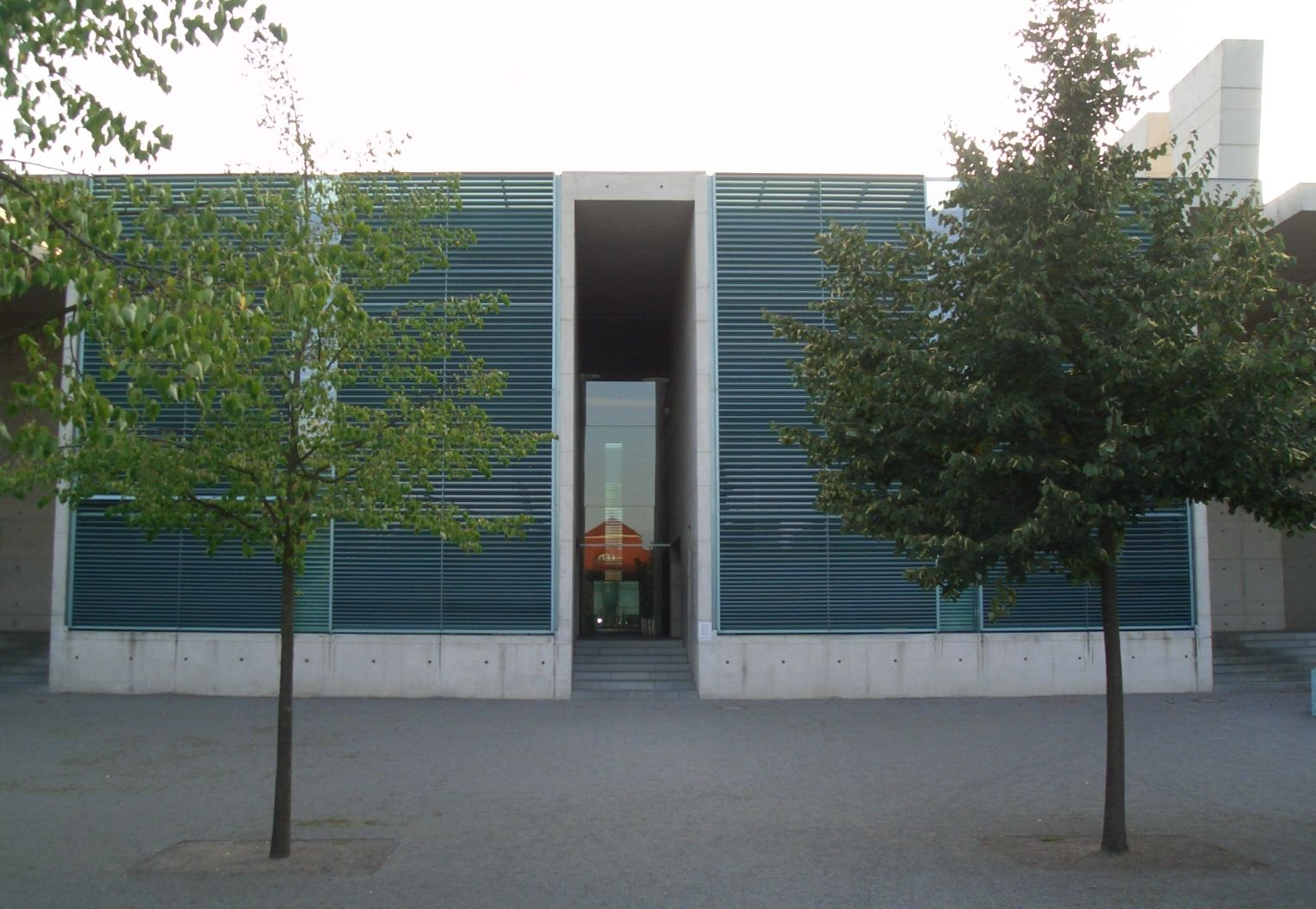
Krematorium Baumschulenweg, Eingang
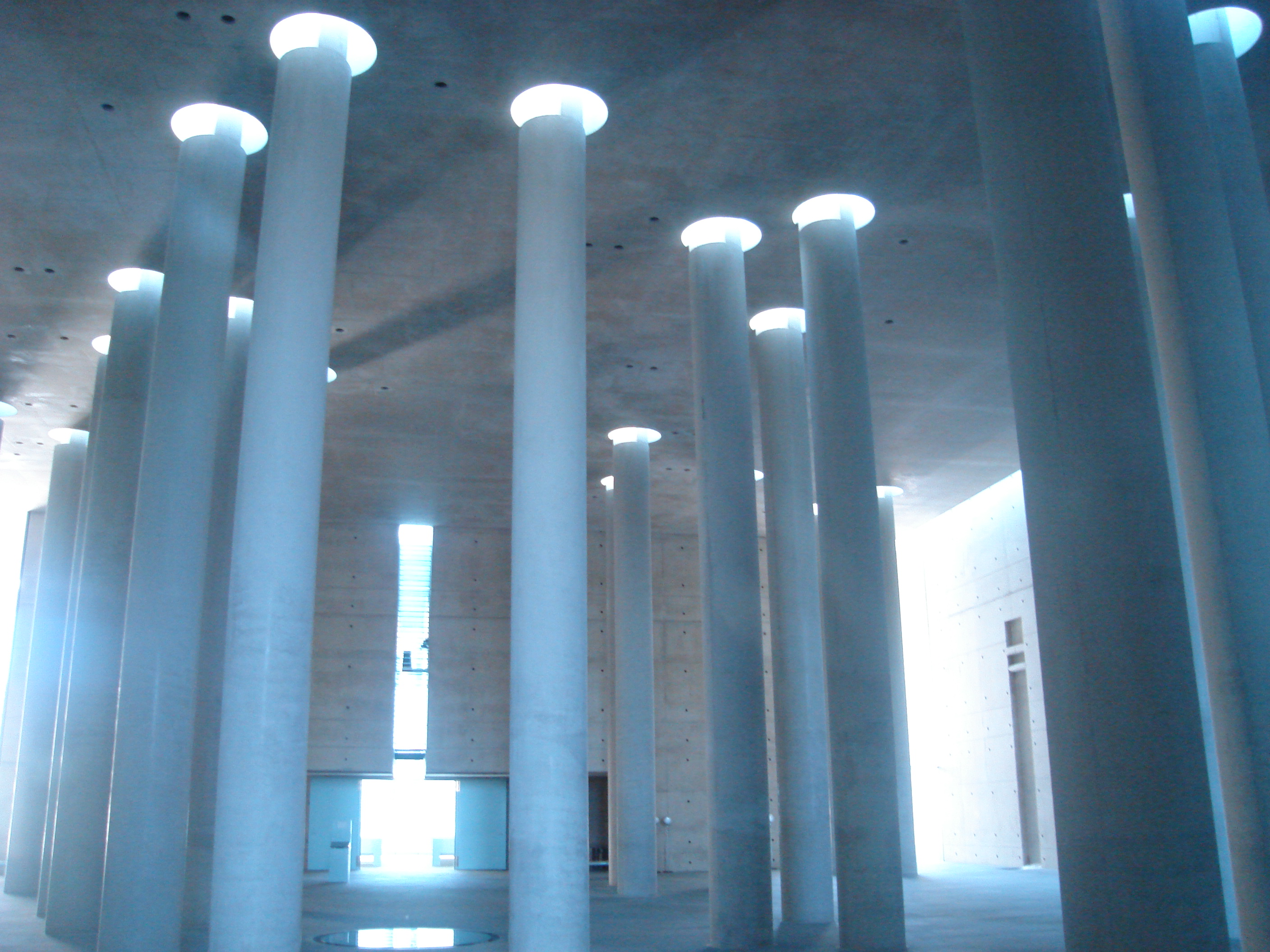
Krematorium Baumschulenweg, Trauerhalle